# Brigitta Sipőcz
Brigitta Sipőcz   (Fertőszentmiklós, 1984) és una astrònoma hongaresa i descobridora de planetes menors.
Sipőcz treballa com a investigadora a la Universitat de Hertfordshire al Regne Unit. En aquell moment buscava el trànsit de les nanes M.
El Minor Planet Center li atribueix el descobriment de 35 planetes menors, tots fets en col·laboració amb Krisztián Sárneczky l'any 2003.

## Llista de planetes menors descoberts
| 84921 Morkoláb    | 9 de novembre de 2003  | MPC [A] |
| 90370 Jókaimór    | 7 de juliol de 2003    | MPC [A] |
| 95954 Bayzoltán   | 23 d'agost de 2003     | MPC [A] |
| 114987 Tittel     | 26 d'agost de 2003     | MPC [A] |
| 114990 Szeidl     | 26 d'agost de 2003     | MPC [A] |
| 114991 Balázs     | 26 d'agost de 2003     | MPC [A] |
| 115058 Tassantal  | 4 de setembre de 2003  | MPC [A] |
| 115059 Nagykároly | 5 de setembre de 2003  | MPC [A] |
| 115254 Fényi      | 22 de setembre de 2003 | MPC [A] |
| 115885 Ganz       | 6 de novembre de 2003  | MPC [A] |

| 128062 Szrogh           | 6 de juliol de 2003    | MPC [A] |
| 133161 Ruttkai          | 24 d'agost de 2003     | MPC [A] |
| 133250 Rubik            | 5 de setembre de 2003  | MPC [A] |
| 157020 Fertőszentmiklós | 26 d'agost de 2003     | MPC [A] |
| 161349 Mecsek           | 19 de setembre de 2003 | MPC [A] |
| 163819 Teleki           | 7 de setembre de 2003  | MPC [A] |
| (177157) 2003 SF33      | 18 de setembre de 2003 | MPC [A] |
| 191341 Lánczos          | 24 d'agost de 2003     | MPC [A] |
| (191551) 2003 VK1       | 6 de novembre de 2003  | MPC [A] |
| 196736 Munkácsy         | 19 de setembre de 2003 | MPC [A] |

| 209054 Lombkató      | 23 d'agost de 2003     | MPC [A] |
| (209089) 2003 SH33   | 18 de setembre de 2003 | MPC [A] |
| 228893 Gerevich      | 6 de setembre de 2003  | MPC [A] |
| 230656 Kovácspál     | 19 de setembre de 2003 | MPC [A] |
| 235201 Lorántffy     | 23 de setembre de 2003 | MPC [A] |
| 253412 Ráskaylea     | 23 d'agost de 2003     | MPC [A] |
| (265059) 2003 SD33   | 18 de setembre de 2003 | MPC [A] |
| 287693 Hugonnaivilma | 24 d'agost de 2003     | MPC [A] |
| (287711) 2003 QO69   | 26 d'agost de 2003     | MPC [A] |
| 287787 Karády        | 20 de setembre de 2003 | MPC [A] |

| 334756 Leövey                      | 4 de setembre de 2003  | MPC [A] |
| (338578) 2003 SU111                | 20 de setembre de 2003 | MPC [A] |
| 344641 Szeleczky                   | 23 d'agost de 2003     | MPC [A] |
| (351040) 2003 SC170                | 22 de setembre de 2003 | MPC [A] |
| (373867) 2003 SG33                 | 18 de setembre de 2003 | MPC [A] |
| (402008) 2003 QZ69                 | 26 d'agost de 2003     | MPC [A] |
| Descobert junt amb: A K. Sárneczky |                        |         |